# Sule Tuna

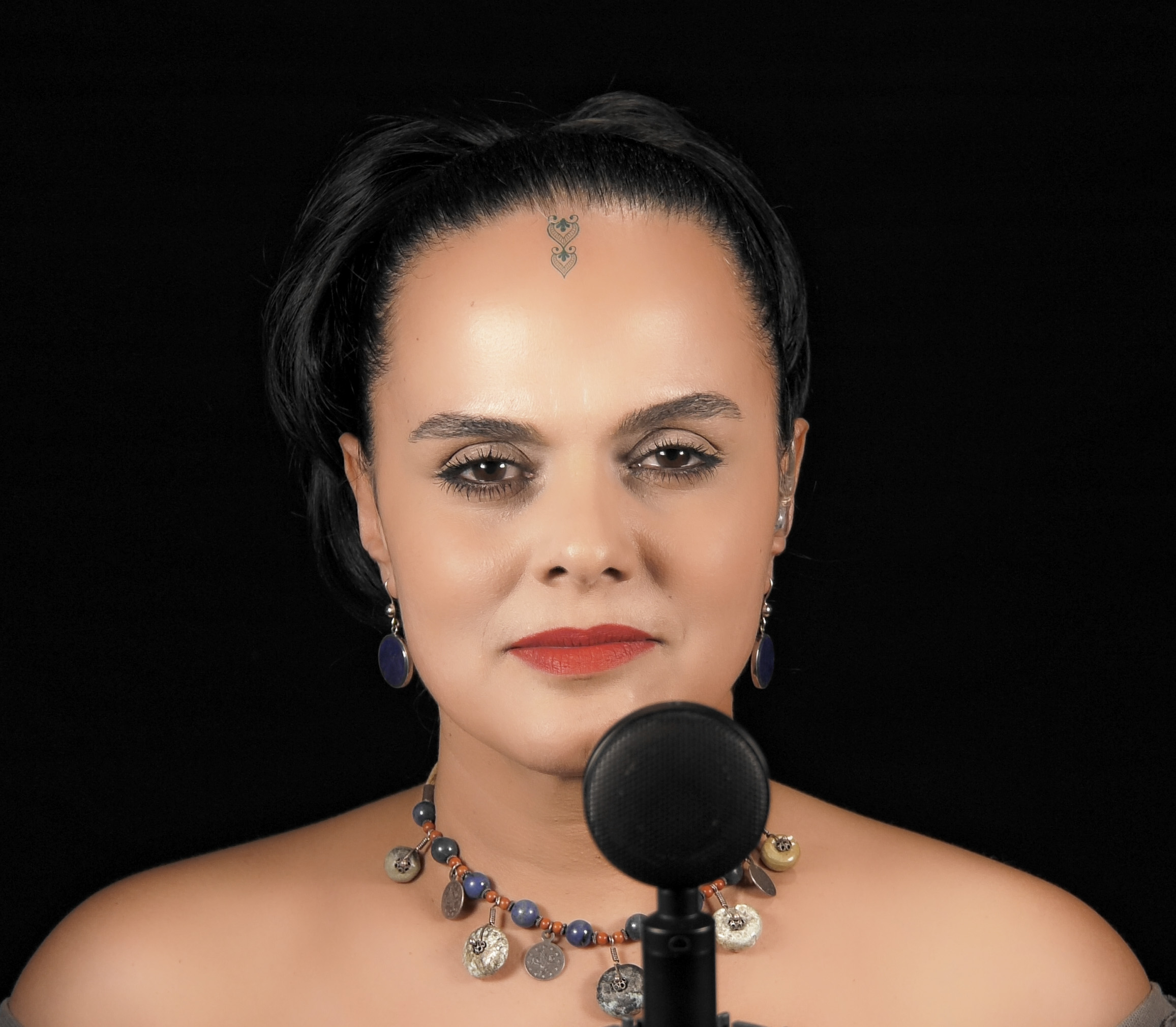
Su Tuna 2024

Su Tuna; auch Sule Tuna (* 6. November in Dillenburg, Hessen) ist eine deutsch-türkische Jazz-, Soul- und Dance-Sängerin.

## Leben
Sule Tuna wurde als Tochter türkischer Einwanderer in Dillenburg geboren und wuchs als das dritte von fünf Kindern in Velbert und Düsseldorf auf. Sie erhielt den Namen Şule (aus dem türkischen übersetzt "Feuer, Flamme").
Nach ihrem Fachabitur für Gestaltung an der Fachoberschule Hugo-Kükelhaus-Berufskolleg in Essen, absolvierte sie 1994 erfolgreich die Aufnahmeprüfung an der Folkwang Universität der Künste in Essen für Musical mit dem Schwerpunkt Gesang. Sie entschied sich jedoch dagegen und beendete 2003 ihr Architektur Studium an der Peter Behrens School of Arts in Düsseldorf. 2003 zog sie nach München, wo sie u. a. als Studio Sängerin und Sprecherin für Übersetzung CDs mitwirkte. 2008 absolvierte sie den Method Acting Sommer Workshop an der Mallorca Film Academy.
Seit 2012 lebt sie mit ihrem Lebensgefährten in Düsseldorf.

### Musikalischer Werdegang

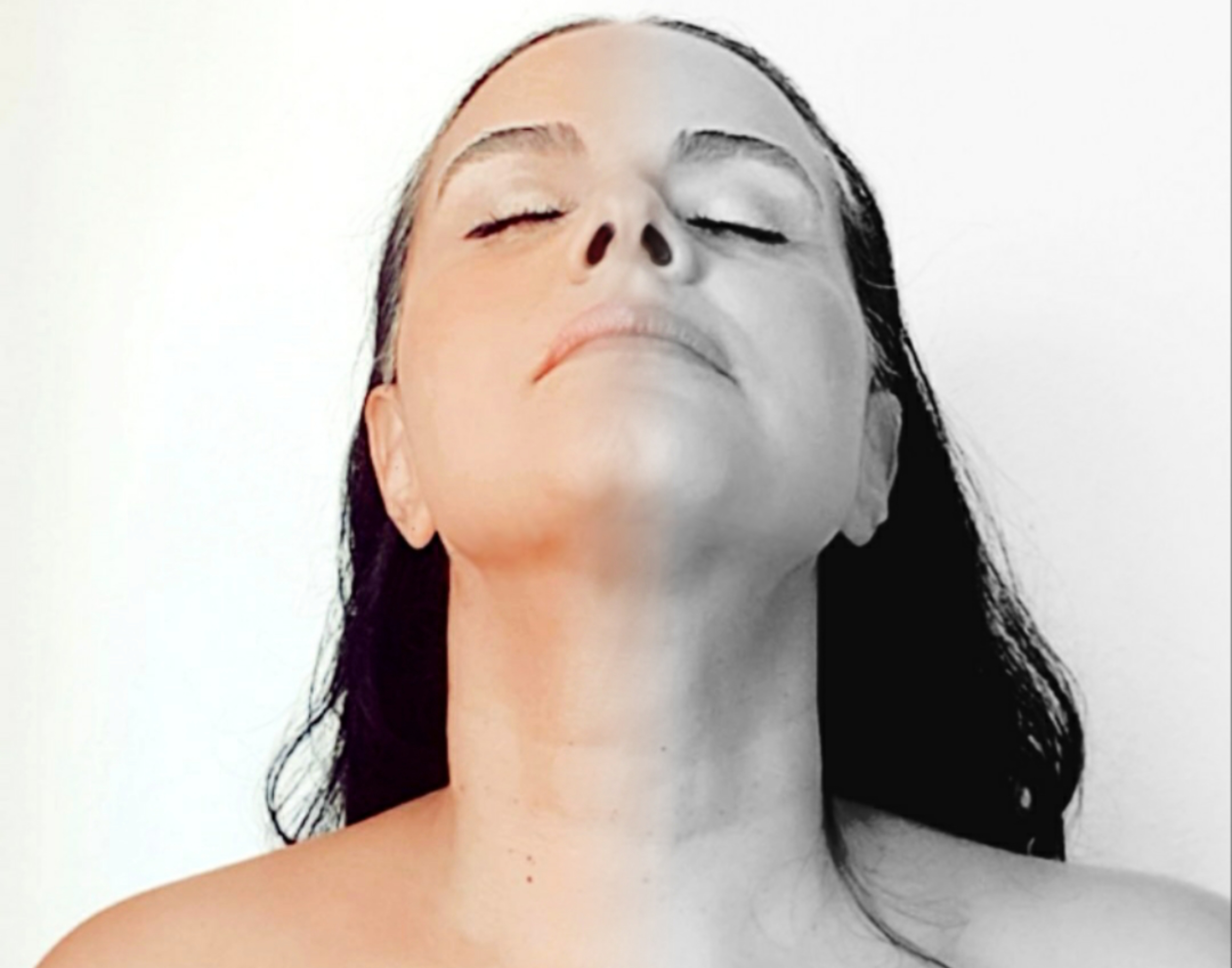
Su Jazz Music, Album 2021

Mit 16 Jahren gründete Sule Tuna ihre erste Coverband in Richtung Pop und Rock. Als ihr Freundeskreis in Ratingen Ende der 1980er die Hip-Hop Band "Fresh Familee" gründete, war sie auch als Sängerin dabei.

Für die deutsche Dance-Band Sequential One von ATB und Base Bumpers war sie als Studio Sängerin tätig. Die Single von Sequential One "Never start to stop" wurde unter dem Label Rough Trade Records GmbH veröffentlicht. Als Leadsängerin der Band La Cruuz, hatte sie 1999 den Sommerhit "Mambo Ea", der in Österreich, der Schweiz und auf Mallorca eine Chart Platzierung hatte. Die Single wurde von der Plattenfirma EMI Electrola veröffentlicht. Auch wurde der Hit auf verschiedenen Compilations, u. a. auf der Mallorca Summer Hit CD von Polystar als "Mamboleo Summer Mix" veröffentlicht.

### Preise
- 1998 1. Preis Linus Talentprobe Tanzbrunnen in Köln
- 2009 2. Platz des Video Song Contests C&A und Bild, der mit 10.000 € dotiert wurde.

## Diskografie
Veröffentlichungen:
- 1996: Never Start to Stop
- 1999: Mambo Ea
- 2021: Almaz
- 2022: La Llorona
- 2022: Historia de un amor
- 2023: Anlasana
- 2023: Beni terk etme